# Debora Diniz

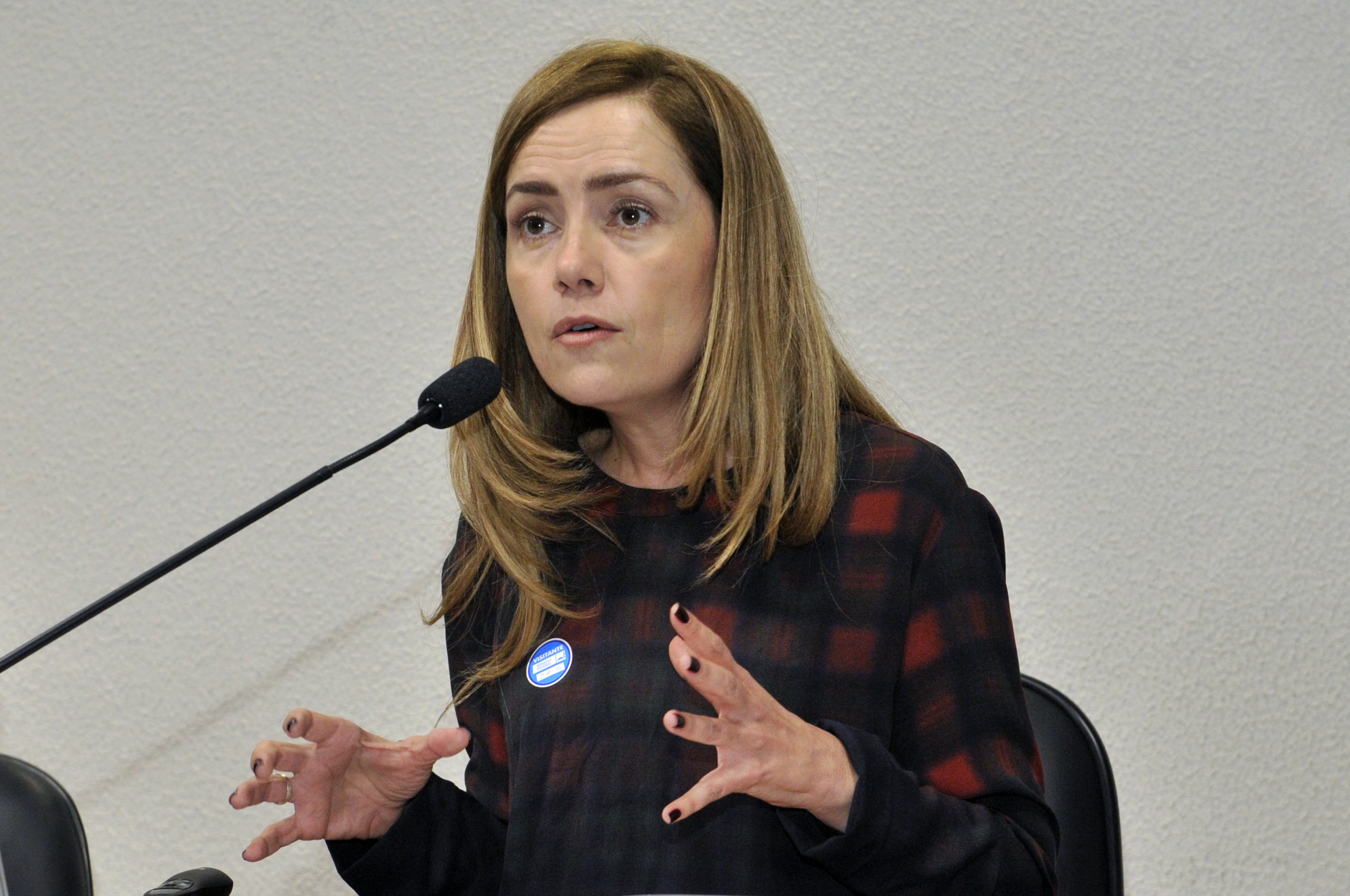
Debora Diniz vor der Menschenrechtskommission (Comissão de Direitos Humanos e Legislação Participativa, CDH) des Brasilianischen Senats, 2015.

Debora Diniz Rodrigues (geboren 22. Februar 1970 in Maceió, Alagoas) ist eine brasilianische Anthropologin, Bioethikerin, Menschenrechts- und Gesundheitsaktivistin, Hochschullehrerin und Dokumentarfilmerin.

## Akademische Laufbahn
Debora Diniz graduierte 1992 in Sozialwissenschaften an der Universidade de Brasília, erhielt 1995 den Magister in Anthropologie und wurde 1999 an der gleichen Universität in Anthropologie promoviert. Als Postdoktorand wurden ihr Studienaufenthalte an der Universidade do Estado do Rio de Janeiro (Instituto de Medicina Social, 2003), der University of Toronto (Faculty of Law, 2010) und der University of Michigan (Law School, 2010) ermöglicht.
Sie ist Mitgründerin und Forscherin der 1999 gegründeten feministischen Nichtregierungsorganisation Anis – Instituto de Bioética. Aktuell (Stand 2017) ist sie Assoziierte Professorin der Rechtsfakultät der Universität in Brasília.

## Arbeitsschwerpunkte
Ihre Forschungsschwerpunkte liegen in den Bereichen Bioethik, Feminismus, Menschenrechte und Volksgesundheit.
2010 führte sie eine nationale Studie zu Abtreibung in Brasilien (PNA, Pesquisa Nacional de Aborto) durch. Zu den Ergebnissen zählte, dass jede fünfte Frau zwischen 18 und 39 Jahren, unabhängig von Religionszugehörigkeit, illegal abgetrieben hatte, somit rund 5 Millionen Frauen in Brasilien hätten verurteilt werden müssen. 
2015 erschien ihr Buch Cadeia, deutsch: Gefängnis: Berichte über Frauen, in der sie die Situation der rund 700 Insassinnen in Gefängnissen des Distrito Federal do Brasil dokumentiert. Zuletzt publizierte sie zum Zikavirus und der Zikavirus-Epidemie 2015/2016 in Brasilien. In diesem Werk mit dem Untertitel Vom Sertão des Nordostens zur globalen Bedrohung geht sie auf die rund 5000 infizierten Mütter in der Armenregion Brasiliens ein und die notwendige Appelation vor dem Supremo Tribunal Federal zu einer Gesetzesänderung, da das brasilianische Abtreibungsgesetz die gesundheitlichen Umstände der Zikaepidemie nicht vorsieht.

## Auszeichnungen
Für ihr publizistisches und filmerisches Werk erhielt sie bisher über 90 Auszeichnungen und Preise beginnend 2000 mit dem Prêmio Antropologia e Direitos Humanos der Associação Brasileira de Antropologia und der Fundação Ford bis 2016 als 100 Leading Global Thinkers 2016 der Zeitschrift Foreign Policy (Stand 2016). 2020 wurde sie mit dem Dan David Prize ausgezeichnet.

## Schriften
Monografien
- Conflitos Morais e Bioética. LetrasLivres, Brasília 2001.
- O que é bioética. Editora Brasiliense, São Paulo 2002, ISBN 85-11-00074-7.
- Admirável Nova Genética. Bioética e sociedade. LetrasLivres/Editora da Universidade de Brasília, Brasília 2005.
- O que é deficiência. Editora Brasiliense, São Paulo 2007, ISBN 978-85-11-00107-5. 3. Auflage 2012.
- Carta de uma orientadora. O primeiro projeto de pesquisa. LetrasLivres, Brasília 2012.
- Rebecca Cook entrevistada por Debora Diniz. EdUERJ, Rio de Janeiro 2012, ISBN 978-85-7511-229-8.
- A custódia e o tratamento psiquiátrico no Brasil. Censo 2011. LetrasLivres/Editora da Universidade de Brasília, Brasília 2013.
- Cadeia. Relatos sobre mulheres. Civilização Brasileira, Rio de Janeiro 2015, ISBN 978-85-200-1264-2.
- Didier Fassin entrevistado por Debora Diniz. EdUERJ, Rio de Janeiro 2016, ISBN 978-85-7511-396-7.
- Zika. Do sertão nordestino à ameaça global. Civilização Brasileira, Rio de Janeiro 2016, ISBN 978-85-200-1312-0.

Mitautorin, Herausgeberschaften:
- Debora Diniz, Sérgio Costa: Bioética: Ensaios. LetrasLivres, Brasília 2001.
- Debora Diniz, Anne Donchin (Hrsg.): Bioethics. Blackwell Publishers, London 2001.
- Debora Diniz, Samantha Buglione (Hrsg.): Quem Pode Ter Acesso às Tecnologias Reprodutivas? Diferentes Perspectivas do Direito Brasileiro. LetrasLivres, Brasília 2002.
- Debora Diniz, Diaulas Costa Ribeiro: Aborto por Anomalia Fetal. LetrasLivres, Brasília 2003.
- Kátia Braga, Debora Diniz, Elise Nascimento (Hrsg.): Bibliografia Estudos sobre Violência Sexual Contra a Mulher: 1984–2003. LetrasLivres/Editora da Universidade de Brasília, Brasília 2004.
- Kátia Braga, Elise Nascimento, Debora Diniz (Hrsg.): Bibliografia Maria da Penha. Violência contra a mulher no Brasil. LetrasLivres/Editora da Universidade de Brasília, Brasília 2006.
- Debora Diniz, Samantha Buglione, Roger Raupp Rios (Hrsg.): Entre a Dúvida e o Dogma. Liberdade de Cátedra e Universidades Confessionais no Brasil. LetrasLivres/Editora Livraria do Advogado, Brasília/Porto Alegre 2006.
- Costa, Sérgio Costa, Debora Diniz: Ensaios Bioética. LetrasLivres/Brasiliense, Brasília/São Paulo 2006.
- Dirce Guilhem, Debora Diniz, Fabio Zicker (Hrsg.): Pelas Lentes do Cinema. Bioética e ética em pesquisa. Editora Universidade de Brasília/Editora LetrasLivres, Brasília 2007.
- Debora Diniz, Andrea Sugai, Dirce Guilhem, Flavia Squinca (Hrsg.): Ética em pesquisa. Temas globais. LetrasLivres/Editora Universidade de Brasília, Brasília 2008.
- Debora Diniz, Dirce Guilhem, Andrea Sugai, Udo Schücklenk (Hrsg.): Ética na pesquisa. Experiência de treinamento em países sul-africanos. LetrasLivres/Editora Universidade de Brasília, Brasília: 2008.
- Tatiana Lionço, Debora Diniz (Hrsg.): Homofobia & Educação. Um desafio ao silêncio. LetrasLivres/Editora Universidade de Brasília, Brasília 2009.
- Dirce Guilhem, Debora Diniz: O que é ética em pesquisa. 2. Auflage. Editora Brasiliense, São Paulo  2010. Auch 3. Auflage 2012.
- Debora Diniz, Wederson Santos (Hrsg.): Deficiência e Discriminação. LetrasLivres/Editora Universidade de Brasília, Brasília 2010. (Titelübersetzung: Behinderung und Diskrimination).
- Debora Diniz, Tatiana Lionço, Vanessa: Laicidade e Ensino Religioso no Brasil. LetrasLivres/Unesco/Editora Universidade de Brasília, Brasília 2010.
- Debora Diniz, Marcelo Medeiros Medeiros, Lívia Barbosa (Hrsg.): Deficiência e Igualdade. LetrasLivres/Editora Universidade de Brasília, Brasília 2010.
- Debora Diniz, Dirce Guilhem: O que é bioética. 8. Auflage. Editora Brasiliense, São Paulo 2012. (Titelübersetzung: Was ist Bioethik?).
- Debora Diniz, Rosana Oliveira (Hrsg.): Notícias de homofobia no Brasil. LetrasLivres, Brasília 2014. (Titelübersetzung: Bemerkungen zur Homophobie in Brasilien).
- Debora Diniz, Ana Terra Meijia Munhoz: Plágio: palavras escondidas. LetrasLivres/Editora Fiocruz, Brasília/Rio de Janeiro 2014.
- Patricia Gomes, Debora Diniz, Maria Helena Santos, Rosália Diogo: O que é feminismo? Escolar Editora, Lisboa 2015. (Titelübersetzung: Was ist Feminismus?).

In das Deutsche ist bisher keines ihrer Werke übersetzt worden.

## Filmografie
- 2005: Uma história Severina
- 2005: Habeas corpus
- 2006: Quem são elas?
- 2006: À margem do corpo
- 2007: Solitário Anônimo
- 2009: A casa dos mortos